# Michel Duchesneau
Michel Duchesneau est un hautboïste et musicologue canadien, né en 1965,.

## Biographie
Hautboïste et musicologue, Michel Duchesneau est un professeur agrégé de la Faculté de musique de l'Université de Montréal et est titulaire de la chaire de musicologie de cette même université. 
Il est l’auteur du livre L’Avant-garde musicale en France et ses sociétés de 1871 à 1939, coéditeur des collectifs Musique et modernité en France, Musique, art et religion dans l’entre-deux-guerres et Charles Koechlin, compositeur et humaniste, ainsi que d’articles et de conférences sur la musique française de la première moitié du XXe siècle. Il a réalisé deux volumes consacrés aux écrits du compositeur et pédagogue français Charles Koechlin, Esthétique et langage musical et Musique et société. 
Son intérêt pour l’étude des courants musicaux d’avant-garde l’a mené à publier sur la création musicale québécoise et sa réception. Il a été, entre autres, directeur de la Société de musique contemporaine du Québec de 1997 à 2002. Il dirige l’Observatoire interdisciplinaire de création et de recherche en musique (OICRM) et a créé le Réseau international d’étude des écrits de compositeurs (RIEEC).

## Publications

### Sur Charles Koechlin
- Charles Koechlin, Esthétique et langage musical, volume 1, écrits présentés par Michel Duchesneau, Mardaga, Sprimont, 2006, 518 pages.  (ISBN 978-2-87009-942-1)
- Charles Koechlin, Musique et société, volume 2, écrits présentés par Michel Duchesneau, Mardaga, Sprimont, 2009, 448 pages.  (ISBN 978-2-87009-963-6)
- Charles Koechlin, compositeur et humaniste, avec Philippe Cathé et Sylvie Douche, Vrin, Paris, 2010, 609 pages.  (ISBN 978-2-7116-2316-7)

### Autres
- La critique musicale au XXe siècle, dirigé par Timothée Picard, Rennes, Presses universitaires de Rennes, 2020.
- L'évaluation de la recherche artistique, dirigé par Rémy Campos et Aurélien Poidevin, Paris, l'Oeil d'Or, 2019.
- Entretiens d'artistes, poétique et pratiques, dirigé par Laurence Brogniez et Valérie Dufour, avant-propos de Manuel Couvreur, Paris, Vrin, 2016.
- Écrits de compositeurs: une autorité en questions (XIXe et XXe siècles), avec Valérie Dufour et Marie-Hélène Benoit-Otis, Vrin, 2013.
- Musique, art et religion dans l'entre-deux-guerres, avec Sylvain Caron, Laboratoire Musique, histoire et société, 2009.
- Musique et modernité en France (1900-1945), avec Sylvain Caron, Presses universitaires de Montréal, 2006.
- L'avant-garde musicale et ses sociétés à Paris de 1871 à 1939, Sprimont, Mardaga, 1997.
- La Société Triton (1932-1939), Paris, Observatoire musical français, 1997.
- Le rôle de la Société nationale et de la Société musicale indépendante dans la création musicale à Paris de 1909 à 1935, Université Laval, 1994.